# Fred Smoot
Fredrick D. Smoot (født 17. april 1979 i Jackson, Mississippi, USA) er en tidligere amerikansk footballspiller, der spillede i NFL som cornerback for henholdsvis Minnesota Vikings og Washington Redskins.

## Klubber
- Washington Redskins (2001–2004)
- Minnesota Vikings (2005–2006)
- Washington Redskins (2007–2009)